# 波旁的瑪麗亞·伊莎貝爾 (1789年—1848年)
瑪麗亞·伊莎貝爾（西班牙語：María Isabel，1789年7月6日—1848年9月13日）是两西西里王国王后和西班牙公主。她是两西西里国王法蘭西斯科一世的第二任妻子。
瑪麗亞·伊莎貝爾是西班牙国王卡洛斯四世的幼女，但有谣言说她的生父是其母亲的寵臣曼努埃尔·戈多伊。1802年，十三岁的她和表哥法蘭西斯科一世结婚。此時，弗朗切斯科一世已和亡妻瑪麗亞·克萊曼丁娜育有一女。
瑪麗亞·伊莎貝爾在两西西里宫廷并未有受到热烈的欢迎。她长的十分平庸，也不聰明。虽然如此，她为丈夫诞下了十二名子女。1839年，她在丈夫逝世后改嫁给一名意大利伯爵。